# Final da Copa do Mundo de Clubes da FIFA de 2010
A final da Copa do Mundo de Clubes da FIFA de 2010 foi realizada em 18 de dezembro de 2010 no Sheikh Zayed Stadium, em Abu Dhabi, entre o TP Mazembe, da República Democrática do Congo, e a Internazionale, da Itália.
Ambos eram estreantes em finais de Copas do Mundo de Clubes, tendo a Inter já conquistado duas Copas Intercontinentais, em 1964 e 1965. O Mazembe foi a grande zebra da competição, já que eliminou o favorito Internacional, do Brasil, na semifinal.

## Declarações
Lamine N'Diaye, treinador do TP Mazembe:
| “ | Esperávamos uma atuação melhor, mas cometemos vários erros táticos no começo da partida e pagamos por isso perdendo dois gols. (...) O placar poderia ter sido diferente, mas estamos aqui para aprender e agora faremos todos os esforços para melhorar no futuro. | ” |

Rafael Benítez, treinador da Internazionale:
| “ | Não foi um jogo fácil, havia muita pressão para que ganhássemos e precisamos nos manter muito concentrados desde o começo. Controlamos a posse de bola, dominamos o meio de campo e acabamos controlando o jogo, por conta disso. (...) | ” |

## Caminho
O favoritismo apontava um "derby" da Internazionale com o Internacional, xará sul-americano, campeão da Copa Libertadores de 2010. Porém, os jogadores brasileiros foram surpreendidos pelo Mazembe, do Congo (que vinha de triunfo por 1 a 0 contra o mexicano Pachuca, gol de Bedi), que venceu por 2 a 0 a semifinal, gols de Kabangu e Kaluyituka. A Inter não deu chances para o azar e venceu o Seongnam Ilhwa Chunma, da Coreia do Sul (que havia vencido por 4 a 1 o anfitrião Al-Wahda), por 3 a 0, gols de Stankovic, Zanetti e Milito.

## Partida
Na decisão, a primeira do Mundial FIFA com a ausência do vencedor continental sul-americano (em 2000, o representante da Europa que não fez presença), a zebra não aprontou e a Inter foi mais eficaz, vencendo por 3 a 0, gols de Pandev, Eto´o e Biabiany.
A Inter repetia a Grande Inter dos anos 60 e faturava o primeiro título mundial com chancela da FIFA, era o troféu para encerrar um ano mágico e especial na história do clube.

## Detalhes da partida
| 18 de dezembro | TP Mazembe | 0 – 3     | Internazionale                        | Sheikh Zayed Stadium, Abu Dhabi                      |
| 21:00          |            | Relatório | Pandev 13' · Eto'o 17' · Biabiany 85' | Público: 42 174 Árbitro: JPN Yuichi Nishimura (FIFA) |

| G              | 1  | Muteba Kidiaba    |     |     |
| DF             | 2  | Joël Kimwaki      |     |     |
| DF             | 3  | Kiritsho Kasusula | 84' |     |
| DF             | 4  | Miala Nkulukutu   |     |     |
| DF             | 11 | Mulota Kabangu    |     |     |
| MC             | 13 | Bedi Mbenza       | 43' |     |
| MC             | 15 | Dioko Kaluyituka  | 12' | 90' |
| MC             | 20 | Mihayo Kazembe    |     |     |
| MC             | 10 | Given Singuluma   |     |     |
| A              | 24 | Narcisse Ekanga   | 33' |     |
| A              | 27 | Kasongo Ngandu    |     | 46' |
| Substitutos:   |    |                   |     |     |
| MC             | 8  | Ndonga Mianga     |     | 90' |
| A              | 6  | Déo Kanda A Mukok |     | 46' |
| Treinador:     |    |                   |     |     |
| Lamine N'Diaye |    |                   |     |     |

| G            | 1  | Júlio César       |     |     |
| LD           | 13 | Maicon            |     |     |
| Z            | 2  | Iván Córdoba      |     |     |
| Z            | 6  | Lúcio             |     |     |
| LE           | 26 | Cristian Chivu    |     | 54' |
| V            | 4  | Javier Zanetti    |     |     |
| V            | 8  | Thiago Motta      | 79' | 87' |
| V            | 19 | Esteban Cambiasso |     |     |
| M            | 27 | Goran Pandev      |     |     |
| A            | 9  | Samuel Eto'o      |     |     |
| A            | 22 | Diego Milito      |     | 70' |
| Substitutos: |    |                   |     |     |
| V            | 17 | McDonald Mariga   |     | 87' |
| M            | 5  | Dejan Stanković   |     | 54' |
| A            | 88 | Jonathan Biabiany |     | 70' |
| Treinador:   |    |                   |     |     |

## Premiações
| Copa do Mundo de Clubes da FIFA 2010 |
| Itália                               |
| ------------------------------------ |
| Internazionale Campeão (1º título)   |

Fair Play
| Fair play | Internazionale |

### Individuais
| Bola de Ouro                  | Bola de Prata                 | Bola de Bronze                      |
| ----------------------------- | ----------------------------- | ----------------------------------- |
| Samuel Eto'o (Internazionale) | Dioko Kaluyituka (TP Mazembe) | Andrés D'Alessandro (Internacional) |

## Estatísticas
Essas foram as estatísitcas oficiais da partida:
| TP Mazembe |                                        | Internazionale |
| ---------- | -------------------------------------- | -------------- |
| 16         | Chutes                                 | 9              |
| 5          | Chutes a gol                           | 6              |
| 0          | Gols                                   | 3              |
| 4          | Escanteios                             | 5              |
| 0          | Gols contra                            | 0              |
|            |                                        |                |
| 21         | Faltas cometidas                       | 9              |
| 8          | Faltas sofridas                        | 20             |
| 2          | Cobranças de falta (gols)              | 0              |
| 0 / 0      | Cobranças de pênalti (gols/tentativas) | 0 / 0          |
| 4          | Impedimentos                           | 1              |
| 4          | Cartões amarelos                       | 1              |
| 0          | Expulsão por 2º cartão amarelo         | 0              |
| 0          | Cartões vermelhos                      | 0              |
|            |                                        |                |
| 24         | Tempo de bola em jogo (minutos)        | 30             |
| 44         | Posse de bola (%)                      | 56             |